# Marília Medalha
Marília Medaglia, também conhecida como Marília Medalha (Niterói, 25 de julho de 1944), é uma cantora e compositora brasileira.

## Biografia
Iniciou a carreira apresentando-se no Clube de Regatas de Icaraí e no Clube Central, em Niterói, na década de 1960 com Tião Neto e Sérgio Mendes.
Participou, em 1965, da montagem da peça Arena Canta Zumbi, de Augusto Boal e Gianfrancesco Guarnieri, na cidade de São Paulo, que lhe valeu o prêmio APCA como Atriz Revelação do ano.
Em 1967, veio o grande impulso. Depois de se apresentar com Edu Lobo na boate Zum Zum, no Rio de Janeiro, e no programa Ensaio Geral, da TV Excelsior (com Sérgio Ricardo, Maria Bethânia, Gilberto Gil e Caetano Veloso), veio o III Festival de Música Popular Brasileira da TV Record; Marília conquistou o 1º lugar para Ponteio (Edu Lobo e Capinam), que defendeu ao lado de Edu Lobo.
No ano seguinte, defendeu, na 4ª edição do Festival, levou "Memórias de Marta Saré" (Edu Lobo e Gianfrancesco Guarnieri) ao 2º lugar; e, na I Bienal do Samba (Record), ficou em 3º lugar com "Pressentimento" (Elton Medeiros e Hermínio Belo de Carvalho), canção incluída em seu segundo LP.
Em 1970, participou de um show na Bahia, no Teatro Castro Alves, desta vez com Vinícius de Morais e Toquinho, espetáculo que deu origem ao LP Como dizia o poeta — famoso por lançar "Tarde em Itapuã", "Valsa para o ausente" e "O grande apelo". Em 1971 e 1972, o show fez turnês no exterior.
Na volta, lançou o LP Encontro e desencontro, com letras de Vinicius de Moraes e canções suas, como "Se o amor pudesse". Ainda em 1972, no LP Caminhada, incluiu canções suas e de outros autores, como Herivelto Martins ("Caminhemos") e a dupla Fagner e Fausto Nilo ("Fim do mundo").
Em 1974, veio o polêmico Opinião (Oduvaldo Vianna Filho, Paulo Pontes e Armando Costa), com Zé Kéti e João do Vale, numa nova montagem dirigida por Bibi Ferreira no teatro Opinião, no Rio de Janeiro.
Durante a década de 1980, apresentou-se quase exclusivamente em São Paulo. Em 1992, gravou Bodas de vidro — nome da faixa-título, de Sueli Costa e Paulo César Pinheiro.

## Discografia
- Marília Medalha  (1967) LP
- Marília Medalha (1968) LP
- Como dizia o poeta – com Vinicius e Toquinho (1971)
- Encontro e desencontro — com Vinicius de Moraes (1972)
- Caminhada (1972)
- Bóias da luz (1978)
- Bodas de vidro (1992)